# Селигерская (станция метро)
«Селиге́рская» — станция Люблинско-Дмитровской линии Московского метрополитена. Расположена в Бескудниковском районе (САО). Как и расположенная вблизи Селигерская улица, названа в память героических боёв частей Калининского фронта с немецко-фашистскими войсками на озере Селигер — в ходе битвы за Москву. Технический пуск был проведён 9 января 2018 года, открытие станции для пассажиров состоялось 22 марта 2018 года в составе участка «Петровско-Разумовская» — «Селигерская». Колонная трёхсводчатая станция мелкого заложения с одной островной платформой.

## История

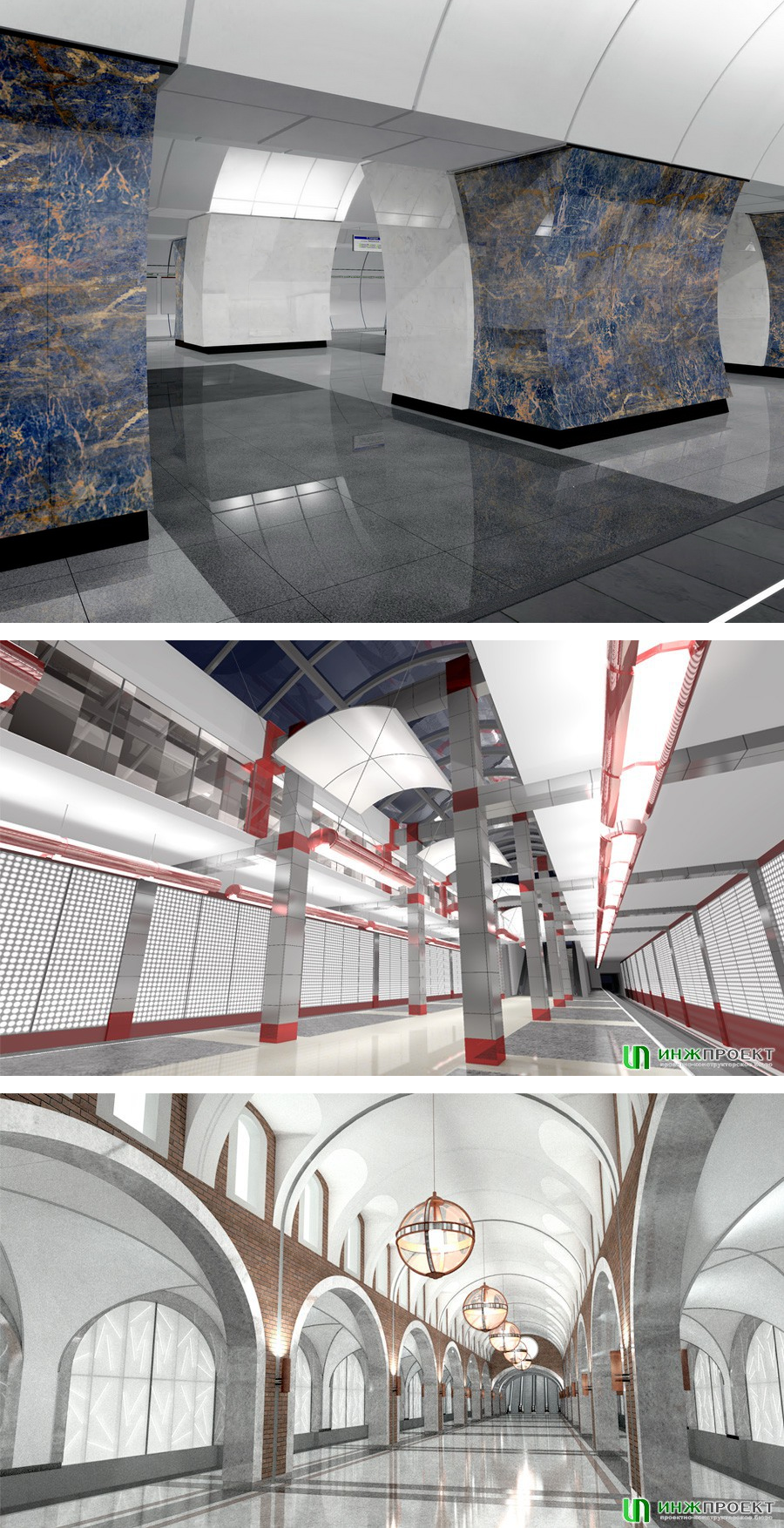
Неосуществленные проекты станции «Селигерская» сверху вниз:
Проект станции глубокого заложения 2011 года
Проекты мелкого заложения 2013 года

Впервые станция появилась на перспективной схеме 1965 года, а окончательно закрепилась на нынешнем месте в генеральном плане 1971 года — в составе ответвления Тимирязевского радиуса от станции «Петровско-Разумовская». Первоначальный проект предусматривал мелкое заложение станции, однако из-за тяжёлой градостроительной и геологической ситуации он менялся несколько раз.

### XX век. Начало работ
Земляные работы по строительству станции впервые были начаты в 1978—1979 годах. Они были остановлены в 1980 году, после чего вырытый на месте будущей станции котлован был засыпан. Более поздняя попытка начать строительство станции ограничилась тем, что было сконструировано сооружение, прикрывающее сверху вертикальную шахту, однако оно было ликвидировано в середине 1990-х годов.

### XXI век. Смена проекта
В 2011 году в связи с тем, что строительство линии мелкого заложения потребовало бы частичного перекрытия Дмитровского шоссе, проект участка «Окружная» — «Селигерская» был пересмотрен. «Верхние Лихоборы» и «Селигерскую» перепроектировали: обе они должны были стать пилонными трёхсводчатыми станциями глубокого заложения. Планировалось, что станция будет построена с двумя выходами, встроенными в подземные переходы: один — в сооружённый ранее подземный пешеходный переход на площади Туманяна, второй должен был иметь выходы на пересечении Коровинского шоссе и Пяловской улицы, возле гостиничного комплекса Метростроя. 
Летом-осенью 2012 года станция была вновь перепроектирована на мелкое заложение.

### Возобновление строительства
Работы по сооружению станции начались в июне 2011 года. В 2011—2012 годах были проведены инженерно-геологические изыскания, огорожена площадь Туманяна. В начале 2012 года было начато сооружение вертикального ствола, в марте — стены в грунте, в сентябре на месте вестибюля у кинотеатра «Ереван» был разрыт котлован.
10 октября 2013 года на глубине 20 метров тоннелепроходческий комплекс Lovat-242SE «Клавдия» начал прокладывать левый перегонный тоннель в сторону станции «Верхние Лихоборы» от станции «Селигерская». 15 ноября стартовал второй ТПМК для сооружения правого перегонного тоннеля.
В апреле 2015 года с помощью ТПМК «Анастасия» была начата проходка оборотных тупиков за станцией. К 10 июня 2015 года ТПМК «Клавдия» и «Абигайль» завершили проходку двух тоннелей между станциями «Селигерская» и «Верхние Лихоборы».
31 марта 2016 года проходческий щит «Валентина» завершил проходку левого перегонного тоннеля от камеры съездов до станции «Селигерская», проходка 316 метров была начата 14 февраля. 2 августа того же года проходка правого тоннеля была завершена.
19 января 2017 года началось сооружение подземного перехода из южного вестибюля станции на Коровинское шоссе. В это же время производилась гидроизоляция платформы, подготовка путевых стен к облицовке.
В марте 2017 года начался монтаж эскалаторов. 10 апреля 2017 года началась отделка платформы, в сентябре того же года отделочные работы были выполнены на 80%. 2 ноября 2017 года началась установка светильников. 9 ноября 2017 года все 6 эскалаторов на обоих выходах были запущены к визиту мэра Москвы Сергея Собянина.

### Ввод в эксплуатацию
Первоначально все работы по продлению Люблинско-Дмитровской линии на север от станции «Марьина Роща» до «Селигерской» планировалось завершить до конца 2014 года, однако в дальнейшем строители столкнулись с большим объёмом работ и техническими сложностями, связанными с наличием плывуна, поэтому сроки сдачи неоднократно переносились, а сдаваемый участок был разделён на два этапа: «Марьина Роща» — «Петровско-Разумовская» (открыт в 2016 году) и «Петровско-Разумовская» — «Селигерская» с двумя промежуточными станциями и электродепо ТЧ-19 «Лихоборы».
9 января 2018 года был произведён технический пуск участка.
Станция была открыта 22 марта 2018 года в составе участка «Петровско-Разумовская» — «Селигерская», в результате ввода в эксплуатацию которого в Московском метрополитене стало 215 станций.
С открытием нового участка улучшилась транспортная доступность крупных жилых массивов севера Москвы, а также больницы «Института микрохирургии глаза им. Святослава Фёдорова». На момент открытия предполагалось, что ежедневно «Селигерской» будут пользоваться примерно 100 тысяч человек.

## Расположение и вестибюли
Станция располагается на западе Бескудниковского района Москвы, на границе с районом Западное Дегунино, у Дмитровского шоссе, возле ответвления от него Коровинского шоссе. Имеет два подземных вестибюля. Из южного вестибюля — выходы на Коровинское шоссе, на обе стороны Дмитровского шоссе и площадь Туманяна; из северного — к будущему ТПУ «Селигерская», который планируется построить на базе станции.
В четырёхэтажном транспортно-пересадочном узле «Селигерская» площадью около 150 тыс. м², помимо метро, планируется включить междугородный автовокзал площадью около 15 тыс. м², стоянку такси, торгово-развлекательный центр и офисы. Кроме того, возле ТПУ планируется разместить парковку на 2000 машин и велопарковку. Узел станет конечной станцией для маршрутов наземного общественного транспорта близлежащих районов Москвы. Закончить строительство ТПУ предполагается в 2024 году.

## Архитектура и оформление
Колонная трёхсводчатая станция мелкого заложения. Станционные помещения образуют анфиладу залов, высота потолка в центральной части платформенного зала достигает 12 метров. Композитные панели потолка в центральной части станции — радиусные, благодаря этому создается впечатление свода. Над остальной частью платформы потолок плоский, а его высота ниже. Потолки над кассовыми залами также сделаны сводчатыми. В оформлении основной части путевых стен станции используются композитные панели в виде разноцветных треугольников, цоколь путевых стен отделан чёрным габбро. Платформа отделана тремя видами гранита — сибирским, камнегорским и габбро. На 38 колоннах станции размещены 66 светильников, по одному на каждую из двух противоположных сторон каждой колонны, обращённых к центральному и боковым залам. Нижняя половина колонн облицовывается травертином со вставками вертикальных молдингов из нержавеющей стали, верхняя — композитными панелями того же цвета, что и травертин. Наземные павильоны станции оформлены в стиле ар-нуво, как в Парижском метрополитене.
| - Название на путевой стене - Эскалаторы на станции - Табличка с названием станции в центре зала - Кассы на станции |

## Наземный общественный транспорт
На этой станции можно пересесть на следующие маршруты городского пассажирского транспорта:
- Автобусы: 167, 191, 194, 206, 215, 215к, 447, 563, 591, 656, 672, 763, т36, т78

## Путевое развитие
К северу от платформы станции на некотором удалении от неё расположен перекрёстный съезд, использовавшийся ранее, до продления линии на север в сторону «Физтеха», для оборота составов.